# Laura Godoy
Laura Beatriz Godoy Calle (Città del Guatemala, 6 luglio 1988) è una modella guatemalteca, incoronata Miss Universo Guatemala 2012 da Alejandra Barillas, detentrice del titolo uscente, presso il Convention Center Light, di Città del Guatemala il 25 novembre 2011. Dietro di lei si sono classificate Monique Georgette Aparicio e Christa Garcia, rispettivamente seconda e terza classificata, e rappresentante del Guatemala a Miss Mondo e Miss International.
Grazie alla vittoria del titolo, Laura Godoy ha ottenuto il diritto di rappresentare ufficialmente la propria nazione in occasione della sessantunesima edizione del prestigioso concorso di bellezza internazionale Miss Universo 2012, che si terrà a dicembre.
In precedenza la modella aveva vinto il titolo di Look Cyzone 2008.